# Riculorampha
Riculorampha là một chi bướm đêm thuộc họ Tortricidae.

## Các loài
- Riculorampha ancyloides Rota & J.W. Brown, 2009